# Hugo Steiner-Prag

Hugo Steiner-Prag um 1910

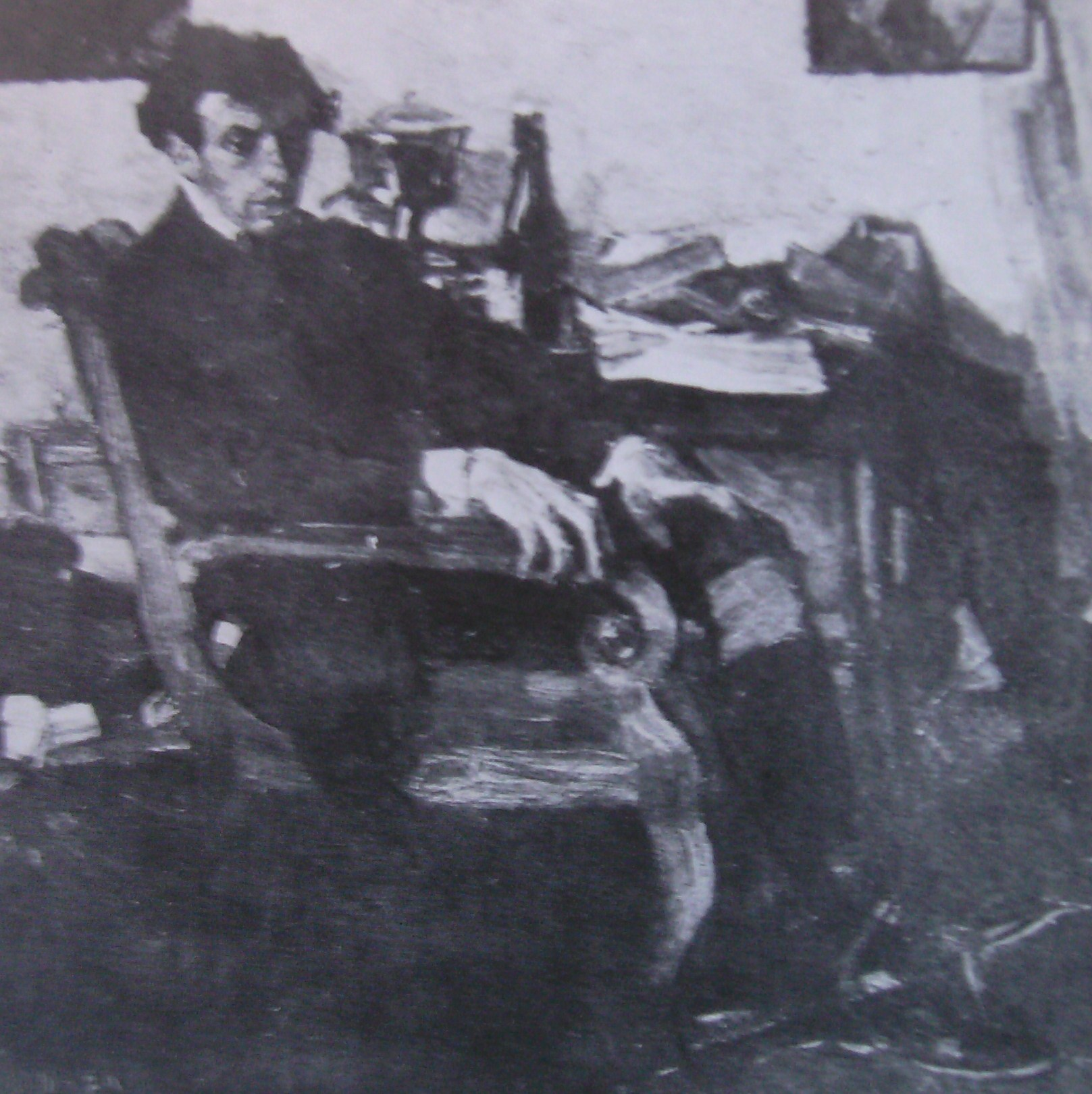
Hugo Steiner-Prag 1905 (Gemälde von Albert Weisgerber)

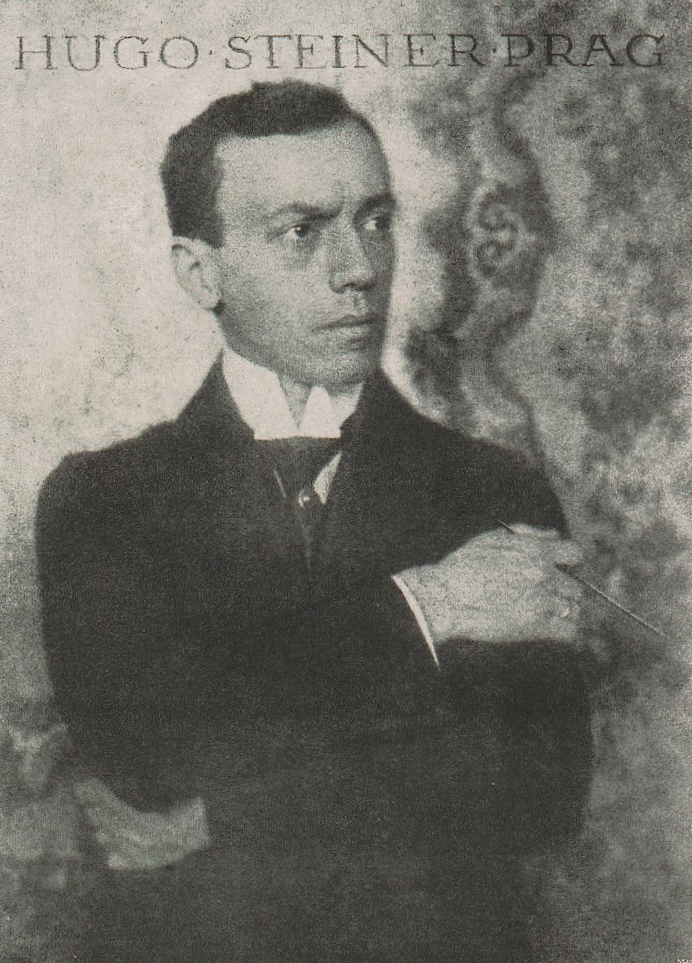
Porträt des Künstlers Hugo Steiner-Prag von Hugo Erfurth

Hugo Steiner-Prag (* 12. Dezember 1880 in Prag, Österreich-Ungarn; † 10. September 1945 in New York) war ein deutschböhmischer Illustrator, Bühnenbildner und Pädagoge.

## Leben und Werk
Der Sohn eines Buchhändlers besuchte ab 1898 die Kunstakademie Prag und von 1901 bis 1903 die Kunstakademie München, wo er Schüler von Peter Halm und Franz von Stuck war. Im Jahr 1905 konvertierte er vom Judentum zum Katholizismus und nahm 1907 die deutsche Staatsbürgerschaft an. Er lehrte bis 1905 an dem Lehr- und Versuchsatelier für freie und angewandte Kunst in München und heiratete seine Schülerin Paula Bergmann aus Seedorf in Ostholstein, die seit 1903 die Debschitz-Schule besuchte. Von 1905 bis 1907 war er an der Barmer Kunstgewerbeschule tätig, von wo er an die Königliche Akademie für Graphische Künste und Buchgewerbe nach Leipzig berufen wurde. Ab 1910 hatte er dort einen Lehrstuhl inne. Unter anderem zählten Erich Ohser (e. o. plauen) und Marianne Scheel zu seinen Schülern. In dieser Zeit war er zugleich künstlerischer Leiter des Propyläen Verlags in Berlin. Bekannt wurde Hugo Steiner-Prag durch seine Illustrationen zu Lenaus Gedichten, Andersens Märchen und Hoffmanns Die Elixiere des Teufels. 1915 illustrierte er Gustav Meyrinks Roman Der Golem. 1914 hatte er auf der Bugra in Leipzig die Leitung der Abteilung „Neuzeitliche Buchkunst“ inne. Er war Präsident der Internationalen Buchausstellungen zu Leipzig 1919 und 1927 und organisierte die Buchabteilungen der deutschen Ausstellungen in Barcelona, Lyon, Paris, Pittsburgh und New York.
Nach der Machtergreifung der Nationalsozialisten 1933 verlor er seine Professur und kehrte nach Prag zurück. Dort gründete er mit Unterstützung der tschechoslowakischen Regierung die staatliche Officina Pragensis, eine Lehrstätte für Nachwuchstalente, gestaltete Bühnenbilder und bereiste Böhmen und die Karpaten. Nach dem deutschen Einmarsch emigrierte er 1939 nach Schweden und schließlich 1941 in die USA. 1942 ließ er sich in New York nieder. Er unterrichtete an der Universität, wurde Mitglied des American Institute of Graphic Arts, illustrierte Bücher und entwarf Signets.

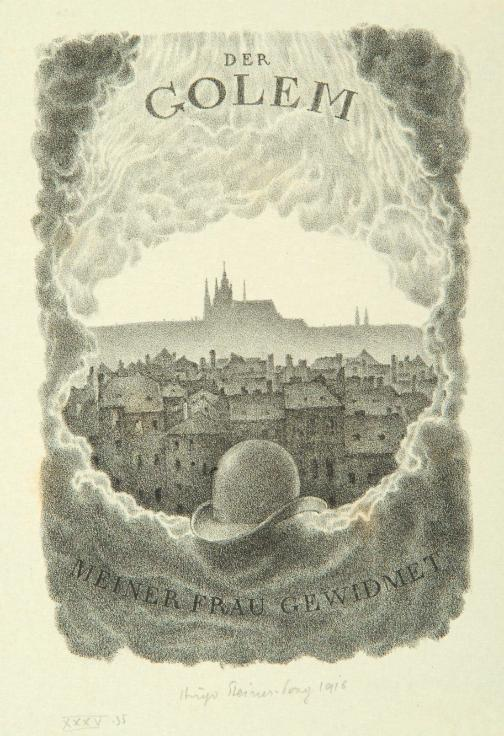
Bildtitel zu Der Golem
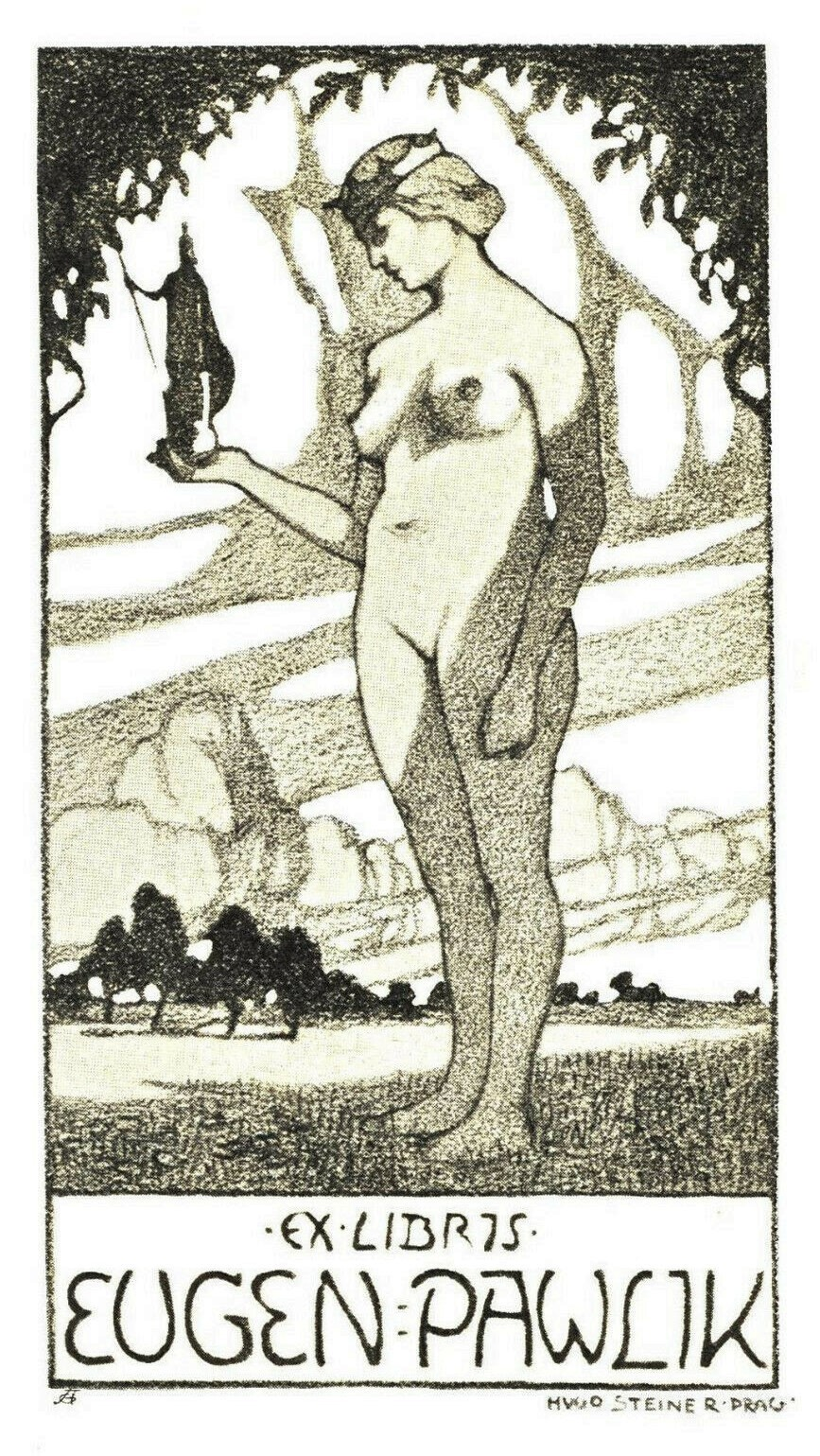
Ex-Libis, ca. 1919
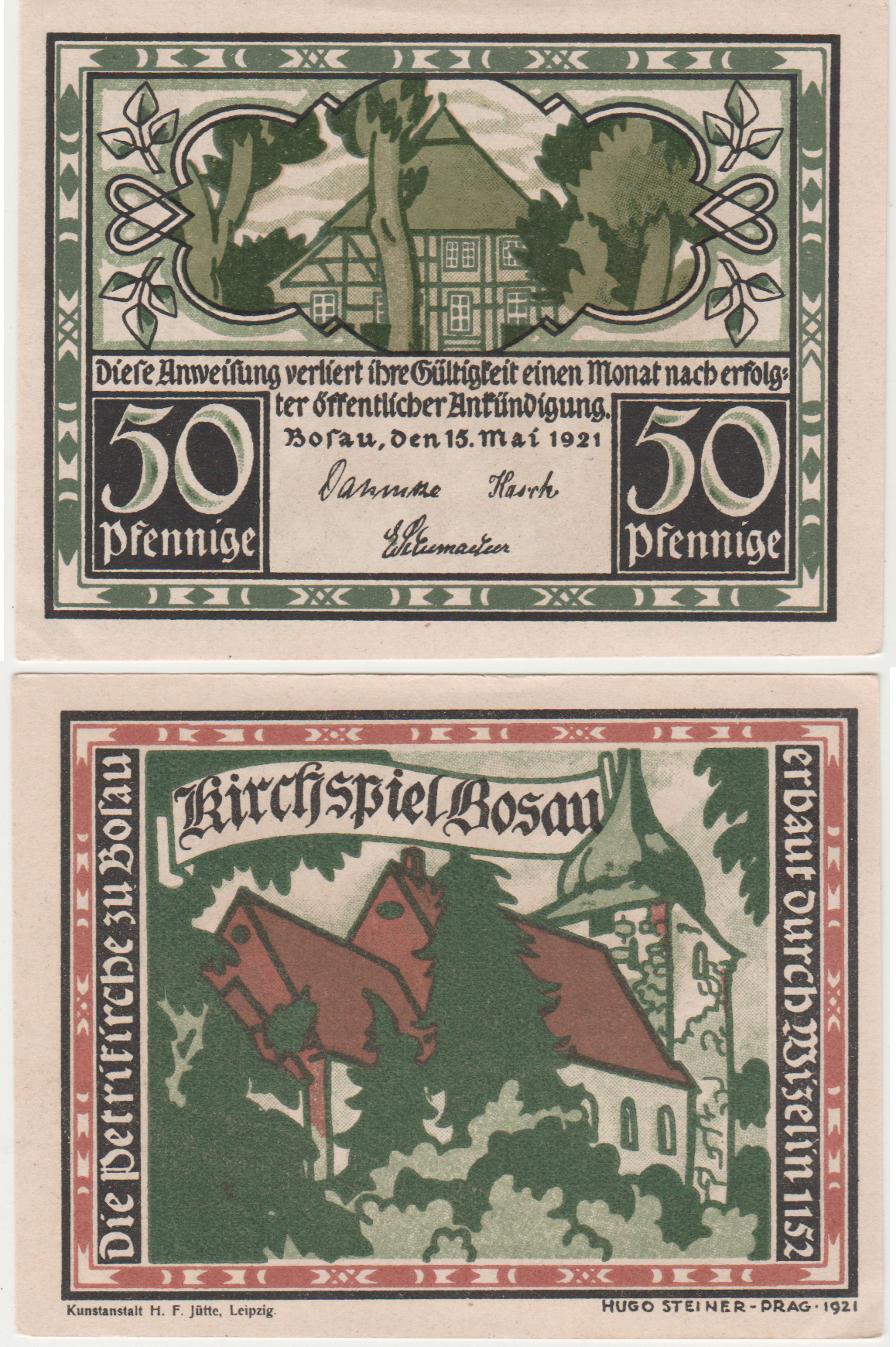
Notgeldschein aus Bosau, von 1921.

## Mitgliedschaften
- Deutscher Künstlerbund[2]
- Leipziger Künstlerbund
- Deutscher Werkbund
- Verein Deutscher Buchgewerbekünstler (Vorstandsmitglied)

## Schriften (Auswahl)
- Versorgung: Drama in 3 Akten. E. Ebering, Berlin 1899 (Theater der Gegenwart; No 4).
- Buchkünstler und Bucheinband. In: Gebrauchsgraphik. Bd. 1 (1924), Heft 11, S. 82–84.
- Über die Zusammenarbeit von Verleger und Buchkünstler. In: Aloys Ruppel (Hrsg.): Gutenberg Festschrift zur Feier des 25jährigen Bestehens des Gutenbergmuseums in Mainz. Gutenberggesellschaft, Mainz 1925, S. 175–178.